# Kabinett Holyoake IV

Premierminister Keith Holyoake (1960)

Das Kabinett Holyoake IV wurde in Neuseeland am 22. Dezember 1969 durch Premierminister Keith Holyoake von der New Zealand National Party gebildet und löste das Kabinett Holyoake III ab. Es befand sich bis zum 7. Februar 1972 im Amt und wurde dann durch das Kabinett Marshall abgelöst.
Bei der Wahl vom 29. November 1969 errang die Holyoakes National Party 45,2 Prozent und bekam 45 Mandate im Repräsentantenhaus, das auf 84 Sitze vergrößert wurde. Die oppositionelle New Zealand Labour Party mit ihrem Spitzenkandidaten Norman Kirk erzielte 44,2 Prozent und stellte nunmehr 39 Abgeordnete. Im Anschluss bildete Holyoake am 22. Dezember 1969 sein viertes Kabinett. Am 7. Februar 1972, rund neun Monate vor den nächsten Wahlen, trat Holyoake nach mehr als elfjähriger Amtszeit als Premierminister zurück und wurde vom bisherigen stellvertretenden Premierminister Jack Marshall abgelöst.

## Minister
Dem Kabinett gehörten folgende Minister an:
| Amt                                                              | Name                        | Beginn der Amtszeit               | Ende der Amtszeit               |
| ---------------------------------------------------------------- | --------------------------- | --------------------------------- | ------------------------------- |
| Premierminister                                                  | Keith Holyoake              | 22. Dezember 1969                 | 7. Februar 1972                 |
| Außenminister                                                    | Keith Holyoake              | 22. Dezember 1969                 | 7. Februar 1972                 |
| Stellvertretender Premierminister und Minister für Überseehandel | Jack Marshall               | 22. Dezember 1969                 | 7. Februar 1972                 |
| Minister für Arbeit und Einwanderung                             | Jack Marshall               | 22. Dezember 1969                 | 7. Februar 1972                 |
| Generalstaatsanwalt                                              | Jack Marshall Dan Riddiford | 22. Dezember 1969 2. Februar 1971 | 2. Februar 1971 7. Februar 1972 |
| Justizminister                                                   | Dan Riddiford               | 22. Dezember 1969                 | 7. Februar 1972                 |
| Minister für Industrie, Handel und Bergbau                       | Norman Shelton              | 22. Dezember 1969                 | 7. Februar 1972                 |
| Minister für Bildung und Wissenschaft                            | Brian Talboys               | 22. Dezember 1969                 | 7. Februar 1972                 |
| Finanzminister                                                   | Robert Muldoon              | 22. Dezember 1969                 | 7. Februar 1972                 |
| Wohnungsbauminister                                              | John Rae                    | 22. Dezember 1969                 | 7. Februar 1972                 |
| Minister für Gesundheit und soziale Sicherheit                   | Donald McKay                | 22. Dezember 1969                 | 7. Februar 1972                 |
| Minister für Frauen- und Kinderwohlfahrt                         | Donald McKay                | 22. Dezember 1969                 | 7. Februar 1972                 |
| Innenminister und Minister für Zivilverteidigung                 | David Seath                 | 22. Dezember 1969                 | 7. Februar 1972                 |
| Minister für öffentliche Arbeiten und Elektrizität               | Percy Benjamin Allen        | 22. Dezember 1969                 | 7. Februar 1972                 |
| Landwirtschaftsminister                                          | Douglas Carter              | 22. Dezember 1969                 | 7. Februar 1972                 |
| Minister für Transport und Eisenbahnen                           | Peter Gordon                | 22. Dezember 1969                 | 7. Februar 1972                 |
| Minister für Ländereien und Forsten                              | Duncan MacIntyre            | 22. Dezember 1969                 | 7. Februar 1972                 |
| Minister of Māori Affairs und Minister für Inselterritorien      | Duncan MacIntyre            | 22. Dezember 1969                 | 7. Februar 1972                 |
| Verteidigungsminister und Polizeiminister                        | David Spence Thomson        | 22. Dezember 1969                 | 7. Februar 1972                 |
| Minister für Zölle                                               | Lance Adams-Schneider       | 22. Dezember 1969                 | 7. Februar 1972                 |
| Generalpostmeister                                               | Allan McCready              | 22. Dezember 1969                 | 7. Februar 1972                 |
| Minister für Marine und Fischerei                                | Allan McCready              | 22. Dezember 1969                 | 7. Februar 1972                 |
| Minister für Tourismus und Rundfunk                              | Bert Walker                 | 22. Dezember 1969                 | 7. Februar 1972                 |
| Minister ohne Geschäftsbereich                                   | Herbert Pickering           | 22. Dezember 1969                 | 7. Februar 1972                 |